# Caso Harris v. McRae
Harris v. McRae (1980), foi um caso em que a Suprema Corte dos Estados Unidos considerou que os estados participantes do Medicaid não são obrigados a financiar abortos clinicamente necessários para os quais o reembolso federal não estava disponível como resultado da Emenda Hyde, que restringia o uso de fundos federais para o aborto.